# Найяр, Сушила
Сушила Найяр (англ. Sushila Nayyar; 26 декабря 1914 — 3 января 2001) — индийский врач, ветеран движения за независимость Индии от Великобритании, политический и государственный деятель. В независимой Индии занимала пост министра здравоохранения (1952—1955 и 1962—1967). Сторонница Гандизма.
Получила образование в Медицинском колледже леди Хардиндж в Нью-Дели, позже в Университете Джонса Хопкинса. Была личным врачом Махатмы Ганди, входила в его ближайшее окружение. Её брат Пьярелал Найяр был личным секретарём Ганди.
Подвергалась репрессиям британских властей.
В 1952 году занялась политикой и была избрана в Законодательное собрание Дели. С 1957 по 1971 год — депутат Лок сабха, нижней палаты парламента Индии.
Сыграла важную роль в нескольких программах общественного здравоохранения, медицинского образования и развития медицинского обслуживания в своей стране. В 1969 году основала Институт медицинских наук им. Махатмы Ганди.
Автор нескольких книг, основанных на её опыте.
Умерла в результате остановки сердца.

## Избранные публикации
- The Story of Bapu’s Imprisonment (1944)
- Kasturba, Wife of Gandhi (1948)
- Kasturba Gandhi: A Personal Reminiscence (1960)
- Family Planning (1963)
- Role of Women in Prohibition (1977)
- Mahatma Gandhi: Satyagraha at Work (Vol. IV) (1951)
- Mahatma Gandhi: India Awakened, (Vol. V)
- Mahatma Gandhi: Salt Satyagraha — The Watershed, (Vol. VI)
- Mahatma Gandhi: Preparing For Swaraj, (Vol. VII)
- Mahatma Gandhi: Final Fight For Freedom, (Vol. VIII) (c. 1990)
- Mahatma Gandhi: The Last Phase (completed for her brother Pyarelal, the tenth volume in his biography of Gandhi, published by the Navajivan Publishing House)